# Вильянуэва (Сантандер)
Вильянуэва (исп. Villanueva) — небольшой город и муниципалитет в северо-восточной части Колумбии, на территории департамента Сантандер. Входит в состав провинции Гуанента.

## История
Поселение, из которого позднее вырос город, было основано 1 марта 1948 года. Муниципалитет Вильянуэва был выделен в отдельную административную единицу в 1966 году.

## Географическое положение

Муниципалитет Вильянуэва

Город расположен в центральной части департамента, в горной местности Восточной Кордильеры, на расстоянии приблизительно 45 километров к югу от города Букараманги, административного центра департамента. Абсолютная высота — 1454 метра над уровнем моря.
Муниципалитет Вильянуэва граничит на севере с территорией муниципалитета Лос-Сантос, на северо-востоке — с муниципалитетом Хордан, на востоке — с муниципалитетом Курити, на юго-востоке — с муниципалитетом Сан-Хиль, на юго-западе — с муниципалитетом Баричара, на северо-западе — с муниципалитетом Сапатока. Площадь муниципалитета составляет 99,78 км².

## Население
По данным Национального административного департамента статистики Колумбии, совокупная численность населения города и муниципалитета в 2015 году составляла 5858 человек.
Динамика численности населения муниципалитета по годам:
| 2005 | 2006 | 2007 | 2008 | 2009 | 2010 | 2011 | 2012 | 2013 | 2014 | 2015 |
| ---- | ---- | ---- | ---- | ---- | ---- | ---- | ---- | ---- | ---- | ---- |
| 6978 | 6863 | 6745 | 6634 | 6520 | 6412 | 6293 | 6193 | 6082 | 5973 | 5858 |

Согласно данным переписи 2005 года мужчины составляли 48 % от населения Вильянуэвы, женщины — соответственно 52 %. В расовом отношении белые и метисы составляли 99,9 % от населения города; негры, мулаты и райсальцы — 0,1 %.
Уровень грамотности среди всего населения составлял 89,7 %.

## Экономика
Основу экономики Вильянуэвы составляет сельское хозяйство.
70,9 % от общего числа городских и муниципальных предприятий составляют промышленные предприятия, 18,7 % — предприятия торговой сферы, 8,8 % — предприятия сферы обслуживания, 1,6 % — предприятия иных отраслей экономики.